# 昆明医科大学第二附属医院
25°03′18″N 102°40′52″E / 25.054986°N 102.681066°E
昆明医科大学第二附属医院是中华人民共和国云南省昆明市的一所三级甲等医院。

## 历史沿革
1952年10月，昆明市工人医院成立。1962年更名为昆明医学院第二附属医院。2000年加挂昆明医学院第二临床医学院牌子。2009年加挂云南省泌尿专科医院牌子。2012年更名为昆明医科大学第二附属医院，2015年加挂云南省肝胆胰外科医院牌子。